# Sadiq Jalal al-Azm
Jalal Al-Sadiq Azm, en árabe صادق جلال العظم, (Damasco, Siria, 1934-Berlín, Alemania; 11 de diciembre de 2016) fue profesor emérito de Filosofía Europea Moderna en la Universidad de Damasco, en Siria. También es profesor invitado en el departamento de Estudios del Cercano Oriente en la Universidad de Princeton. Su área de especialización es la filosofía de Immanuel Kant, con énfasis en el mundo islámico y su relación con Occidente, también ha contribuido al discurso del "orientalismo". También es conocido por su labor en pro de los derechos humanos y un adalid de la libertad intelectual y de la libertad de expresión.

Los problemas actuales, las dificultades, tensiones, sospechas, enemistades y enfrentamientos que caracterizan a las relaciones del Islam con Occidente es algo normal en la historia, en la política por el poder, en las relaciones internacionales y en la búsqueda de intereses fundamentales. Ciertamente no son temas exclusivos del espíritu puro, o de simples enfrentamientos de ideas religiosas, o de conflicto de interpretaciones teológicas o de simples cuestiones de creencias, valores, imágenes y percepciones.
Sadik al-Azm, 2004

## Carrera
Creció en una adinerada y conocida familia suní de la tierra de Damasco. Durante el Imperio otomano, cuando la Gran Siria, que fue adherida en 1516, estaba gobernada por el Imperio turco y se caracterizaba por su cosmopolitismo, la familia Al-Azn se hizo prominente durante el siglo XVIII. 
Al-Azm fue escolarizado en Beirut (Líbano) y consiguió el BA en Filosofía en la Universidad Americana de Beirut (1957) y el MA (1959) y Ph. D. (1961) de la Universidad de Yale, especializándose en Filosofía Moderna europea. 
En 1963, después de terminar el doctorado, comenzó la docencia en la Universidad Americana de Beirut. Su libro de autocrítica después de la derrota (1968) analiza el impacto de la guerra de los Seis Días en los árabes. Muchos de sus libros están prohibidos en los países árabes (con la excepción del Líbano). Es un notable crítico de Edward Said sobre orientalismo, alegando que esencializa «Occidente» de la misma manera que Said critica a las potencias imperiales de esencializar «el Este». 
Al-Azm fue encarcelado por el gobierno libanés en 1969 después la publicación de su libro Crítica de Pensamiento Religioso (Naqd al-Fikr al-Dini, Beirut, 1970). En 2004, ganó el Premio Erasmus, junto a Fatema Mernissi y Abdulkarim Soroush. En 2004, también recibió el Dr. Leopold-Lucas-Preis de la Facultad Evangélica de Teología de la Universidad de Tübingen. En 2005 pasó a ser doctor honoris causa por la Universidad de Hamburgo.

### Libros
- 1967 Kant Teoría del Tiempo Nueva York, la Biblioteca de Filosofía.
- 1972 Los Orígenes de los argumentos de Kant en el antinomias Oxford, Clarendon / Oxford University Press.
- 1980 Cuatro ensayos filosóficos, Damasco, Publicaciones de la Universidad de Damasco.

### Artículos
- 1967 Nociones Whitehead de la Orden y Libertad. El Personalista: Revista Internacional de Filosofía, Teología y Literatura. Universidad del Sur de California. 48:4, 579-591.
- 1968 El espacio y la absoluta Primera antinomia kantiana de la razón pura. Kant-Studien de la Universidad de Colonia, 2:151-164.
- 1968 La concepción kantiana de la noúmeno. Diálogo: Examen filosófico canadiense Queen's University, 6:4, 516-520.
- 1973 El Movimiento de Resistencia Palestina Reconsiderado. Hoy en día los árabes: Alternativas para el futuro, Columbus, Ohio: Foro Associates Inc., 121-135.
- 1981 El orientalismo y el orientalismo en reversa. Khamsin No. 8: 5-26. Reimpreso en Lyon Macfie Alexander, Ed.. Orientalismo: Un lector de Nueva York: New York University Press, 2000. 217-238.
- 1988 Palestina el sionismo. Die Welt Des Islams Leiden, 28: 90-98.
- 1991 La importancia de ser serio acerca de Salman Rushdie. Die Welt des Islams 31:1, 1-49. Reimpreso en D. M. Fletcher, ed. Rushdie lectura: Perspectivas sobre la ficción de Salman Rushdie Ámsterdam / Altanta: Rodopi, 1994.
- 1993/1994 "El fundamentalismo islámico Reconsidered: Esquema crítico de problemas, ideas y enfoques". Boletín Asia meridional, Estudios Comparativos del sur de Asia, África y el Oriente Medio 13:93-121; 14:73-98.
- 1994 ¿Es la fatwa una fatwa? Para Rushdie en: Ensayos de árabes y musulmanes de Escritores en Defensa de la Libertad de Expresión Anouar Abdallah, et al. Nueva York: George Braziller.
- 1996 "¿Es el Islam Secularizable?" Jahrbuch pieles de peletería Forschungsinstituts Philosophie des Philosophie Hannover 15-24. Actualmente en Internet en el Instituto de la secularización de la sociedad islámica.
- 2000 "Los versos satánicos Publicar Festum: El Global, lo local, lo literario." Estudios comparativos del sur de Asia, África y el Oriente Medio 20:1 y 2.
- 2000 "Las vistas desde Damasco" New York Review of Books 15 de junio.
- 2000 "Las vistas desde Damasco, continuación". Nueva York Review of Books 10 de agosto.
- 2002 "Historia del Pensamiento Occidental desde una perspectiva de Arabia". Pensando en el oeste de históricos: Un debate intercultural Editado Rusen Jorn. Nueva York: Berghahn Books. [Original alemán de 1999]
- 2004 "Punto de vista: el Islam, el terrorismo y el Occidente de hoy." Die Welt Des Islams 44:1, 114-128.
- 2004 "Tiempo Fuera de Conjunto." Boston Review octubre / noviembre

## Entrevistas
- 1997 "Una entrevista con Al-Sadik AZM". Trimestral de Estudios Árabes, verano.
- 1998 "Tendencias en el Pensamiento Árabe: Una entrevista con Jalal al-Sadek AZM". Revista de Estudios Palestinos, 27:2, 68-80.
- 2000 "El ascenso y aumento de Bashar." BBC news informe. 21 de junio.
- 2005 "Un árabe estrategia de salida." Una entrevista con Internet Sadik al-AZM, Vali Nasr, Abdulrahman Vahal y Ammar Adbulhamid sobre Open Source Radio. 10 de noviembre.